# Теліга Михайло Якович
Миха́йло Я́кович Телі́га (8 (21) листопада 1900, станиця Охтирська, Темрюцький відділ, Кубанська область — 22 лютого 1942, Київ) — український громадський діяч, інженер-лісівник, бандурист. Чоловік і сподвижник громадської діячки та поетеси Олени Теліги.

## Життєпис

### Кубань

#### Дитинство і родина
Народився в родині Якова Теліги — отамана станиці Охтирської на Кубані. Походив із давнього козацького роду. Після початкової школи навчався у військово-фельдшерській школі.
Читав у домашній бібліотеці Кобзаря Тараса Шевченка, твори Леоніда Глібова, Василя Лиманського та Сергія Єфремова.

#### Захоплення бандурою

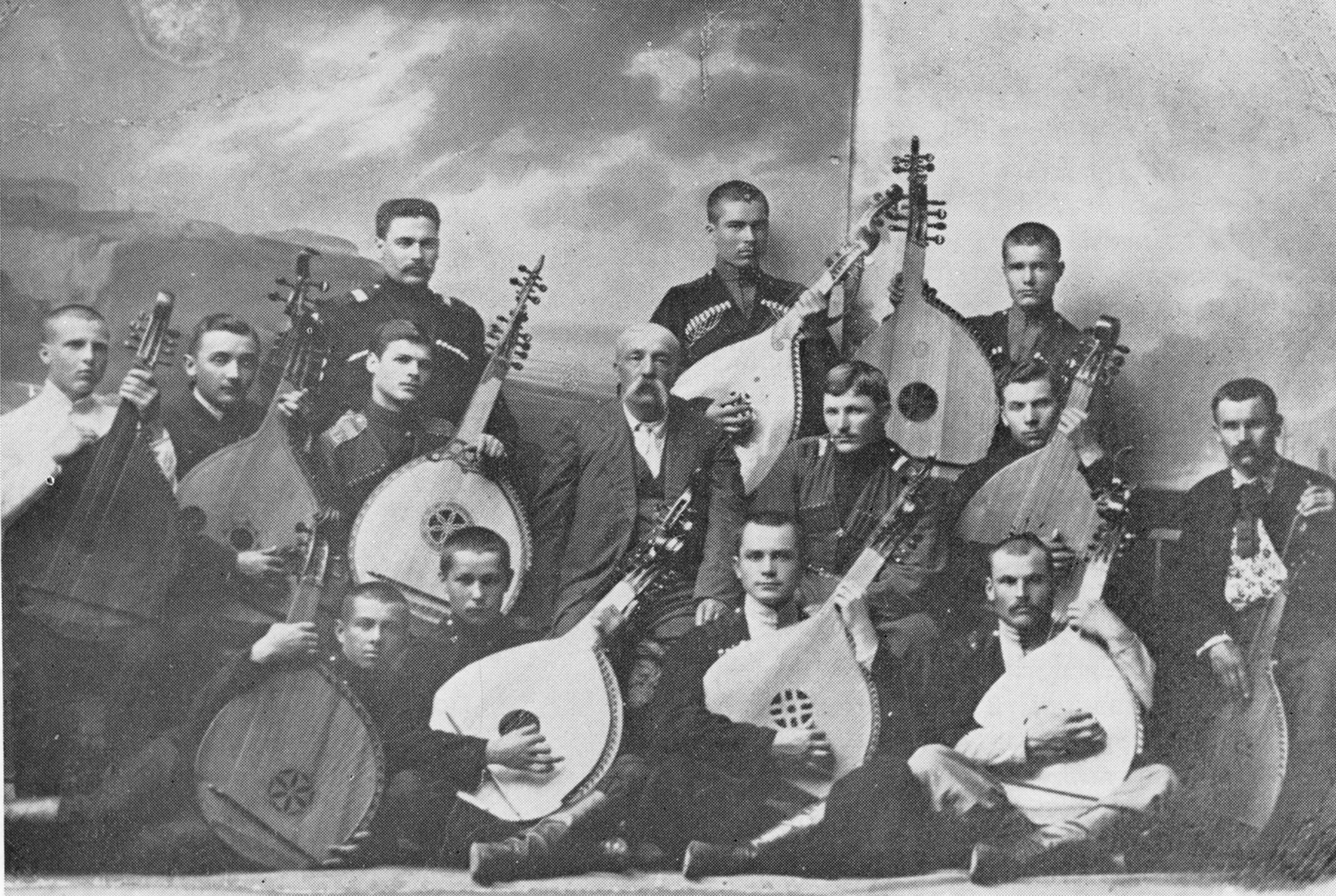
Друга кобзарська школа Кубансько-Чорноморського козацького війська. У центрі — Микола Богуславський, внизу другий зліва — Михайло Теліга. Катеринодар, 1916

Зацікавився бандурою після зустріч із кобзарем Дмитром Байдою-Суховієм у Катеринодарі (пізніше Краснодар) в грудні 1915 року. Один з його однокласників грав на бандурі й познайомив Телігу з Миколою Богуславським, який навчав не тільки грати на бандурі, але й зацікавив історією України.
Згодом навчався у козака станиці Пашківської Якова Дерев'янка, потім Конона Йоржа та інших. Зустрічався із засновником Першої кубанської школи бандуристів Василем Ємцем.
Під час літніх вакацій 1916 року пройшов курс навчання в Другій кубанській кобзарській школі, якою керував Олексій Обабко. Грав Михайло на діатонічній бандурі київського майстра Антонія Паплинського.

#### В Кубанській народній республіці
Брав участь у Лютневій революції 1917 року на Кубані, зокрема поширював інформацію з українськи газет «Нова Рада» та «Просвітянські вісті». Брав участь у маніфестаціях під українським прапором, збирав кошти на Кубанський національний фонд. Був співзасновником «Українського товариства середньошкільників».
Після окупації Кубані військами російської Добровольчої армії переїжджає до Києва, щоб уникнути мобілізації до антиукраїнських збройних сил, писав про це: «Як маю десь і за щось… покласти своє життя, так подамся я туди, де буде за що вмерти, тобто на Україну, в українське військо».

### Київ
У серпні 1918 р. залишив Кубань із посвідкою особи від голови Кубанської крайової ради Луки Бича.
У Києві став учасником Кобзарського хору під керівництвом Василя Ємця, який називав його «одним із ліпших членів… київської Капели кобзарів». Відступив з Армією УНР перед приходом більшовиків.

### Еміграція

Олена й Михайло Теліги, 1928

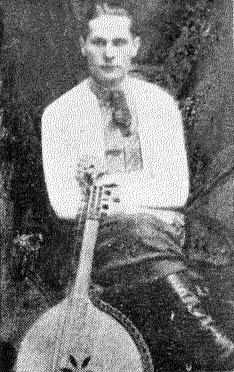
Михайло з бандурою

Перебував у таборі для інтернованих вояків у Каліші до 1925 року, створив за цей час етнографічний ансамбль і викладав гру та майстрування бандури.
З Польщі перебрався до Подєбрад у Чехословаччину, щоб вивчати лісівництво в Українській господарській академії, ректором якої був Іван Шовгенів, батько його майбутньої дружини, відомої української поетеси і громадської діячки Олени Теліги.
Олена разом з Михайлом брала участь у танцювальній групі Василя Авраменка в 1925—1927 рр. Згодом їх повінчав православний священик Євген Погорецький 1 серпня 1926 р. в євангелицькій церкві св. Миколи в Подєбрадах.
У 1923—1927 рр. відомий бандурист Василь Ємець запрошений Українським Громадським Комітетом очолити школу й ансамбль бандуристів у Подєбрадах та Празі, і Теліга у цій школі викладав та грав, а також у меншому квінтеті.
У 1926 в Празі редагує і видає перший в історії збірник творів для бандури накладом 1000 примірників у видавництві «Кобзар».
Після закінчення студій в Українській господарській академії, Теліги переїхали до Польщі в 1929 р., де він згодом дістав працю землеміра в селі Желязна-Жондова. У міжвоєнний період належав до Спілки інженерів і техніків українців-емігрантів у Польщі.
У 1939 переїхав до Кракова.

### Повернення до Києва
У 1941 повернувся до Києва у складі похідних груп Організації українських націоналістів із дружиною.
У 1942 р. розстріляний німцями разом з членами Спілки письменників. Його останніми словами були: «Якщо Олена помирає за Україну, то і я помру з нею».

## Творча спадщина
- Збірник нот та відписи з приготовленого до друку другого збірника.
- У 1938 р. у Варшаві записав 3 платівки для польської фірми «Syrena Electro».
- 1) Запорізький марш
- 2) Гей видно село
- 3) Ой, літа орел
- 4) Ой, не ходи, Грицю
- 5) Виклик (Ніч така, Господи)
- 6) Встає хмара
- 7) Ой на горі вогонь горить

## Образ у кінематографі
- Короткометражний фільм «Танок метелика» (режисерка Марія Феленко)[5] Роль Михайла Теліги виконав Кирило Ніколаєв.